# NGC 705
NGC 705 é uma galáxia espiral (S0-a) localizada na direcção da constelação de Andromeda. Possui uma declinação de +36° 08' 40" e uma ascensão recta de 1 horas, 52 minutos e 41,6 segundos.
A galáxia NGC 705 foi descoberta em 21 de Setembro de 1786 por William Herschel.